# آوای فاخته (رمان)
آوای فاخته عنوان کتابی جنایی به قلم جی. کی. رولینگ می‌باشد که در ابتدا تحت نام مستعار و گم‌نامِ  رابرت گالبریت در آوریل ۲۰۱۳ به چاپ رسید. این اولین رمان از مجموعه داستان‌های جنایی کورمورن استرایک است که به گفتهٔ نویسنده بیش از هفت جلد خواهد داشت.
آشکار شدن هویت اصلی نویسنده پس از انتشار «آوای فاخته»، فروش این کتاب را به طرز چشم‌گیری افزایش داد تا جایی که اثر رولینگ در صدر جدول پرفروش‌ترین کتاب‌های ادبیات داستانی انگلیس قرار گرفت.
موضوع رمان دربارهٔ «کورمورن استرایک» (به انگلیسی: Cormoran Strike)، کهنه‌سرباز زخم‌خورده در جنگ افغانستان است که اینک به عنوان کارآگاه خصوصی درگیر پروندهٔ خودکشی یک مانکن است.

## خلاصه داستان
کورموران استرایک، پس از دست دادن پایش در افغانستان، به سختی از پس خرج و مخارج زندگی برمی آید. او که کارآگاهی خصوصی است، اکنون فقط یک ارباب رجوع دارد و طلبکارها نیز دست از سرش برنمی دارند. علاوه بر این مشکلات، کورموران به تازگی با نامزد چندین ساله اش قطع ارتباط کرده و در دفتر محل کارش زندگی می کند. اما یک روز، مردی به نام جان بریستو با داستانی شگفت انگیز به دفتر او می آید: مرگ خواهر جان، مدلی افسانه ای و مشهور به نام لولا، چند ماه پیش سر و صدای زیادی به پا کرد. پلیس، علت مرگ او را خودکشی اعلام کرد اما جان، این موضوع را نمی پذیرد. پرونده ی لولا، استرایک را وارد دنیایی پرهمهمه و فریبنده کرده و او را با انواع و اقسام لذت ها، فریب ها، اغواگری ها و دروغ ها آشنا می سازد.

## شخصیت‌های داستان
کورموران استرایک: کورمورن استرایک، کارآگاه خصوصی، بازرس ویژه‌ی ارتش بریتانیاست که حالا بازنشسته شده. وظیفه‌ی او شناسایی سربازان خطاکار جنگی و سپردن آن‌ها به دادگاه‌های نظامی انگلستان بوده است. حاصل آخرین ماموریتش در افغانستان معلولیت و از دست دادن یک پاست. اسم عجیب کورمورن درشت‌هیکل و نخراشیده را که اغلب مایه‌ی سرگرمی دور و بری‌هایش می‌شود از روی یکی از غول‌های افسانه‌ای محل زندگی‌اش، کورنوال، انتخاب کرده‌اند. اگرچه پدرش راک‌استاری است که در سطح جهان شناخته شده اما این شهرت هیچ فایده‌ای به حالش نداشته. مادر کورمورن هم یک طرفدار دو‌آتشه‌ بوده و تولد کورمورن نتیجه‌ی یک ارتباط ناخواسته است. مادر که به شدت اعتیاد دارد پس از مدت‌ها آوارگی و زندگی نکبت‌بار در خانه‌های متروکه، در حالی‌که هنوز دست از دیوانه‌بازی‌هایش برنداشته و با خواننده مطرح دیگری ارتباط برقرار می‌کند(و نتیجتاً خواهری ناتنی برای کورمورن می‌آورد)، در اثر مصرف بیش از اندازه‌ی هرویین می‌میرد. هرچند کورمورن باور ندارد این مرگ طبیعی بوده است و در رمان سومش دوباره به آن برمی‌گردد. در هر حال کورمورن بعد از مرگ مادرش هرگز به سراغ پدرش نمی‌رود و پدر هم او را به رسمیت نمی‌شناسد. کورمورن به خانه‌ی دایی‌اش می‌رود در حالی که خواهر ناتنی‌اش تحت حمایت پدر پولدار و مشهورش قرار می‌گیرد.
کورمورن در جوانی با دختری بسیار زیبا و ثروتمند به نام شارلوت آشنا می‌شود. شارلوت شیفته‌ی کورمورن اما در عین‌حال بسیار فریبکار و خائن است. سرانجام کورومون در یک چالش دیوانه‌وار پس از ده سال از شارلوت جدا می‌شود. 
حالا او مردی است یک‌پا، بی‌پول و تنها که در اتاقک کوچکی بالای دفتر حقیرانه‌ی محل کارش زندگی می‌کند؛ تصمیم گرفته کارآگاه خصوصی شود ولی هیچ پرونده به‌درد بخوری به پستش نمی‌خورد.
رابین الاکوت:رابین الاکوت کاملاً تصادفی وارد زندگی استرایک می‌شود. او قرار است منشی دفتر کارآگاهی استرایک باشد ولی در هر سه جلد کورمورن و رابین مدام در حال جنگ و جدل هستند تا بلکه کورمورن، ارتشیِ زمخت و مغرور، او را به‌عنوان دستیار به رسمیت بشناسد. باز هم رولینگ است که تلاش می‌کند نشان دهد یک زن مشتاق چطور راه سخت خودش را بین مردهای دور و بر باز می‌کند تا به خواسته‌اش برسد. از این دریچه، شاید بشود گفت رولینگ سعی کرده داستانش منطبق با جهان امروز باشد. رابین الاکوت، زیبا، حساس و شکننده است. نامزدش مایل نیست او منشی یک کاراگاه شکست‌خورده باشد برعکس ترجیح می‌دهد رابین در یک شرکت معتبر و پولدار منشی‌گری کند. استرایک از آن طرف حوصله‌ی این منشی ناخواسته را که دفتر کاریابی به اشتباه برایش فرستاده ندارد. پولی هم ندارد که دستمزدش را بدهد و فکر می‌کند این دختر زیبای لوس بهتر است زودتر شرش را کم کند. رولینگ سهم بسیار ناچیزی به رابین داده اما او را وادار می‌کند خودش حقش را از دنیا بگیرد. این‌طور به‌نظر می‌رسد که رابین الاکوت هم وجهی دیگر از شخصیت خالقش را نمایان می‌کند.